# Siemens-Schuckert
Siemens-Schuckert (o Siemens-Schuckertwerke) fue una empresa de ingeniería eléctrica y mecánica alemana con sedes en Berlín, Erlangen y Núremberg, que se incorporó a Siemens AG en 1966. Se fundó en 1903, cuando Siemens & Halske adquirió Schuckertwerke. Posteriormente, Siemens & Halske se especializó en ingeniería de comunicaciones y Siemens-Schuckert en ingeniería eléctrica e instrumentación neumática. Se disolvió en 1966, cuando pasó a formar parte de Siemens AG. A lo largo de su historia, condicionada en algunos casos por las dos guerras mundiales, se diversificó hacia la fabricación de automóviles; tranvías y locomotoras eléctricas; aeroplanos y motores aeronáuticos; y todo tipo de municiones y armamento.

## Logotipo
El logotipo de Siemens Schuckert constaba de una S con una S más pequeña superpuesta en el medio y girada 45 grados hacia la izquierda. El logotipo se usó hasta fines de la década de 1960, cuando ambas empresas se fusionaron con Siemens-Reiniger-Werke AG para formar la actual Siemens AG.

## Historia

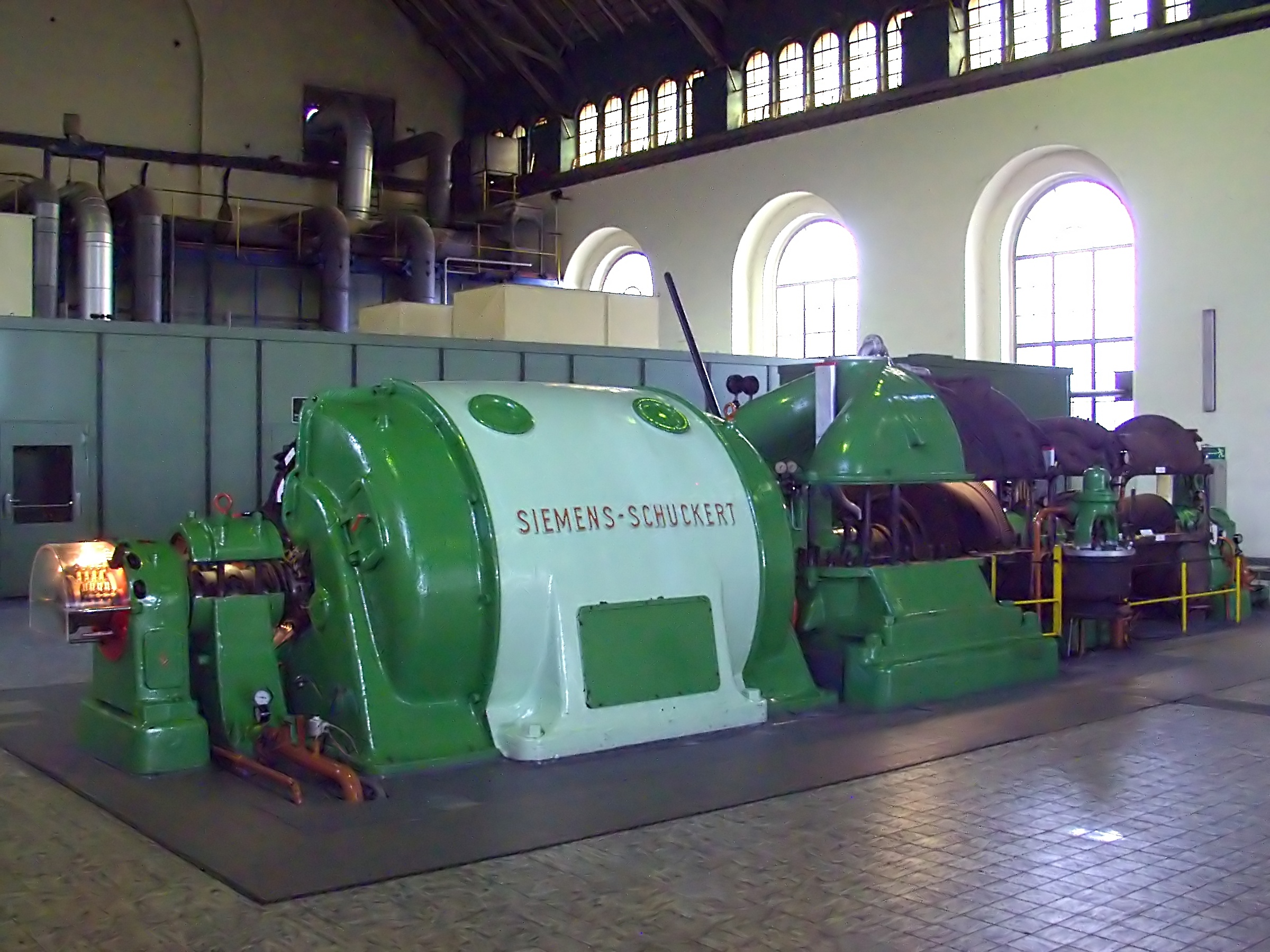
Turbina de vapor con generador en la (actual) Planta Combinada Sur de RheinEnergie, Colonia

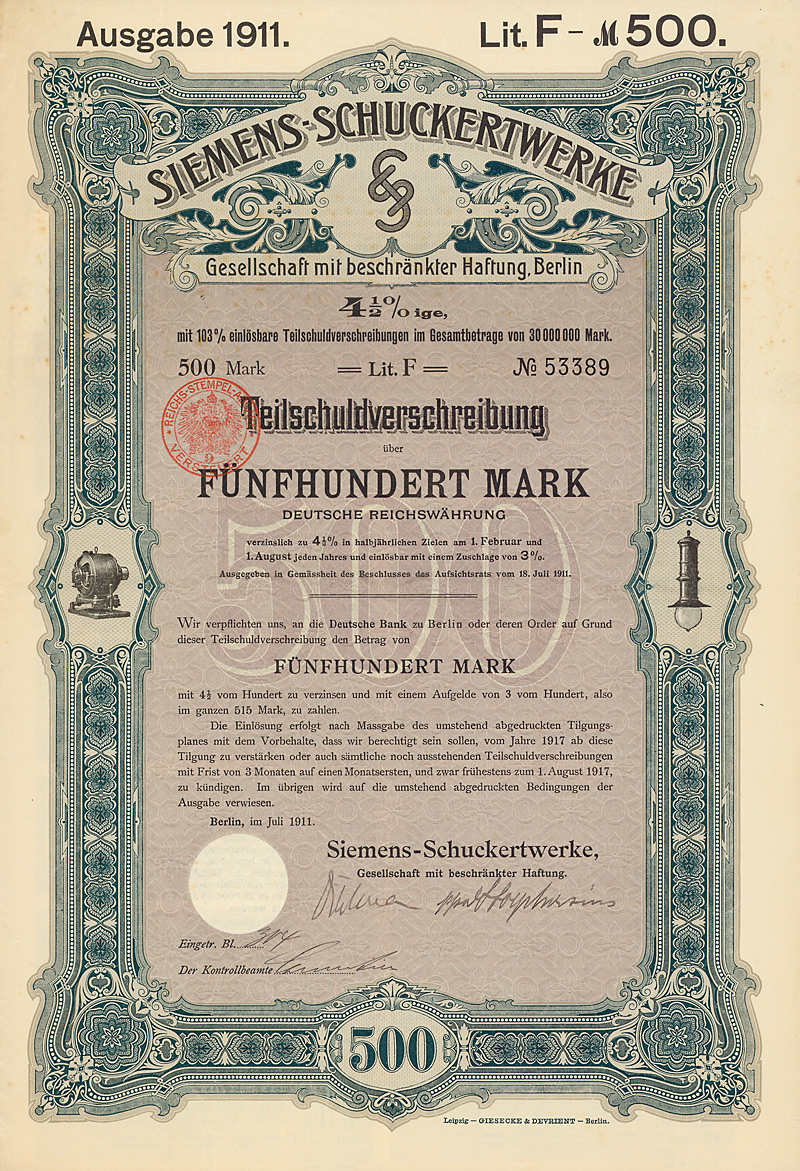
Obligación de 500 marcos emitida por Siemens-Schuckertwerke GmbH (julio de 1911)

Cualquiera que nunca haya estado en Siemens-Schuckert / en AEG o en Borsig / no conoce la miseria de la vida / todavía la tiene por delante. / No eres nada, no serás nada, / aunque te duela el estómago, / así es en Borsig, AEG, / en Siemens y Schuckert.
Berliner Arbeiterreim (1910)

Cuando se fusionaron los departamentos de alta tensión de Siemens & Halske y la Sociedad Anónima de Electricidad anteriormente Schuckert & Co. (EAG), se formó Siemens-Schuckertwerke GmbH el 1 de abril de 1903, cuyo accionista mayoritario era Siemens & Halske AG. Su primer director general fue Alfred Berliner hasta 1912.
La empresa se hizo cargo de la fabricación de los renombrados automóviles Protos en 1908, y a lo largo de la Primera Guerra Mundial inició la producción de aeronaves (especialmente de aviones gigantes) y de motores aeronáuticos.
En el período de entreguerras se mantuvo la producción de motores aeronáuticos ligeros, pero la empresa se reorientó al sector ferroviario, e intervino en la construcción de instalaciones como el Tranvía de Sóller en Mallorca, España, electrificado en 1929; o como el Subte de Buenos Aires, el Siemens O&K, realizado entre 1934 y 1944.
Durante la Segunda Guerra Mundial la empresa produjo motores eléctricos para los submarinos alemanes, así como distintos tipos de municiones en Núremberg, para lo que se utilizó mano de obra forzada (procedente del del campo de concentración de Flossenbürg), al igual que en las fábricas de Neustadt b. Coburg y Berlín. Así mismo, la empresa poseía una fábrica que producía aviones y otras piezas en Auschwitz Monowitz, cerca de Auschwitz. El campamento de trabajadores forzados situado cerca de la fábrica se conoció como el campo de concentración de Bobrek.
Después de la Segunda Guerra Mundial, debido al futuro incierto de la fábrica de Berlín, propiciado por el bloqueo de Berlín, que había comenzado a mediados de 1948, la administración y la sede se trasladaron a Erlangen el 1 de abril de 1949. Al mismo tiempo, Múnich se convirtió en la sede de Siemens & Halske AG, pero Berlín siguió siendo la segunda sede de ambas empresas. En 1966, Ernst von Siemens inició la fusión de Siemens-Schuckertwerke AG con Siemens & Halske AG y Siemens-Reiniger-Werke AG para convertirse en la actual Siemens AG.

## Fabricación de automóviles

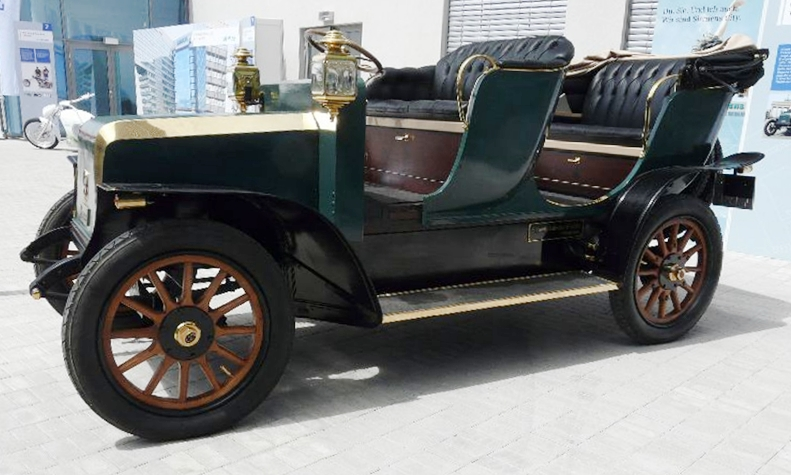
Viktoria Eléctrico de 1905 (réplica de 2010)

Entre 1906 y 1910, la compañía también fabricó automóviles, principalmente modelos eléctricos como el Viktoria Eléctrico.
El Viktoria "Tipo B" (1906-1908) era un automóvil de cuatro asientos disponible como sedán o landaulet. Su motor eléctrico estaba ubicado debajo del suelo del automóvil y rendía 4,8 kW a 600-1200 rpm. La batería del "Tipo B" estaba instalada en el lugar ocupado por el compartimiento del motor de combustión en otros automóviles. Consistía en 44 celdas (= 88 V) y almacenaba 145 Ah, suficientes para recorrer una distancia de 80 km.
También había vehículos con propulsión gasolina-eléctrica o con motor Otto puros. Se compró la licencia de un automóvil de 6/10 hp totalmente diseñado por Automobilwerk Wilhelm Körting, comercializado con los propios emblemas de Siemens-Schuckert.
En 1908 la compañía se hizo cargo del fabricante de automóviles Protos. Desde entonces, solo los vehículos eléctricos llevaron la marca Siemens-Schuckert. Se construyeron hasta 1910, principalmente para utilizarse como taxis en Berlín.
En 2010, Siemens presentó una réplica del "Tipo B", que se creó utilizando únicamente las instrucciones de funcionamiento y fotografías, ya que no se habían conservado planos del diseño.

## Aeronaves

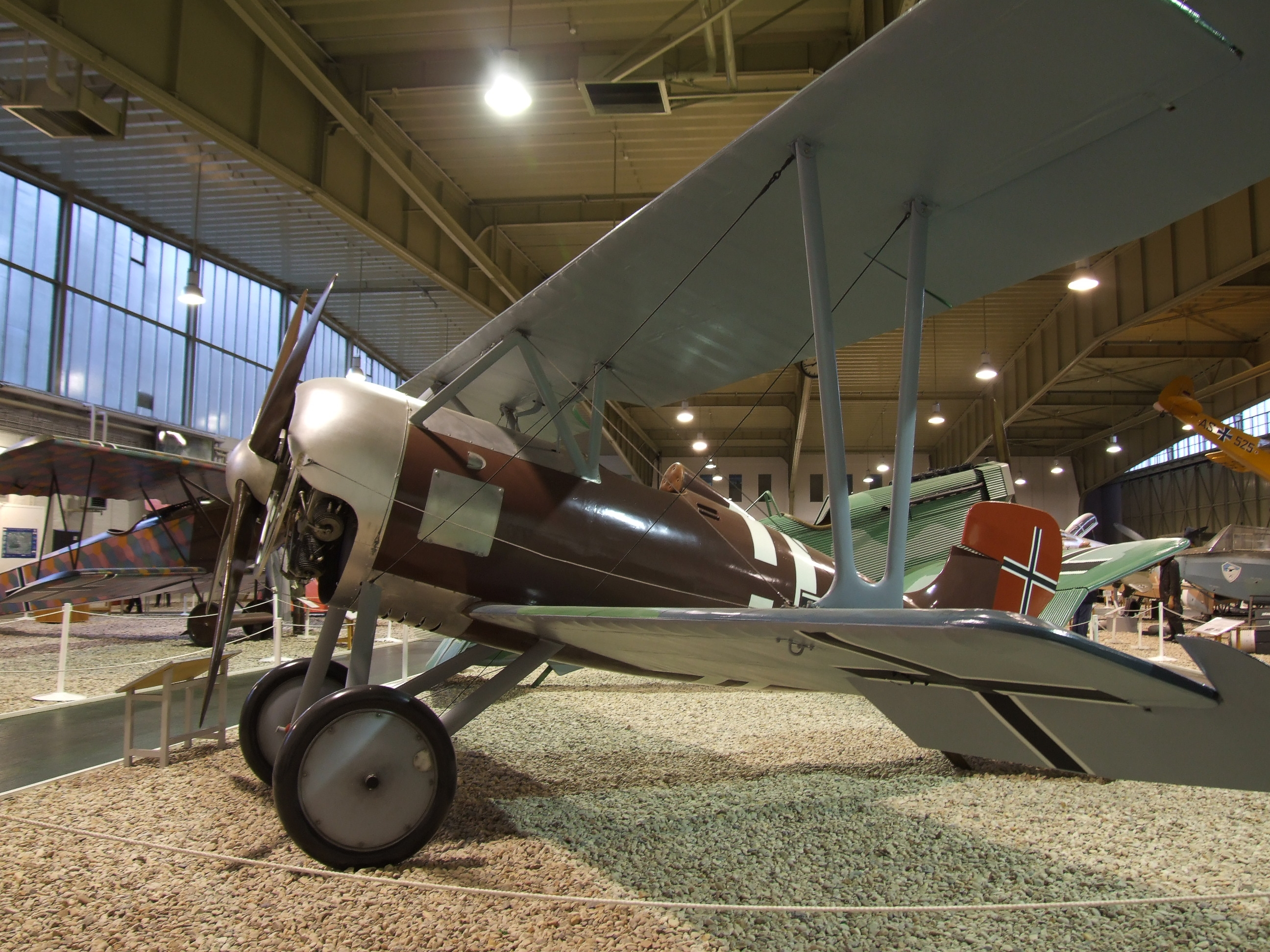
Avión de combate Siemens-Schuckert D.III (réplica)

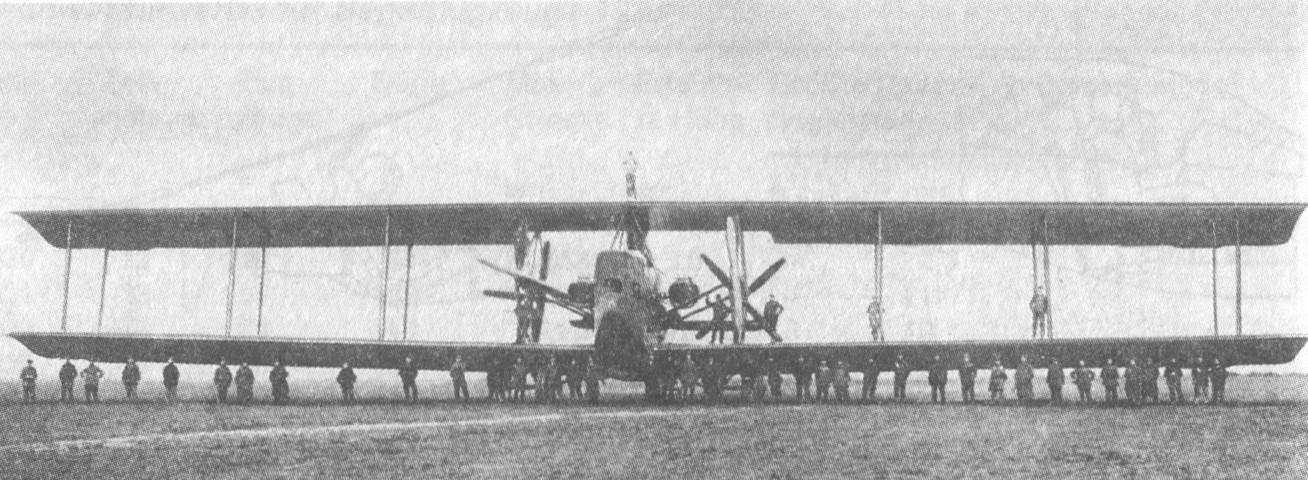
Avión gigante Siemens-Schuckert R.VIII

Siemens-Schuckert construyó una serie de diseños durante la Primera Guerra Mundial y en el período de entreguerras. También se produjeron motores aeronáuticos bajo la marca Siemens-Halske, que se convirtió en su principal línea de productos después del final del conflicto. La compañía se reorganizó como Brandenburgische Motorenwerke, o simplemente Bramo en 1936, y más adelante fue comprada en 1939 por BMW para convertirse en BMW Flugmotorenbau.

### Primera Guerra Mundial
Siemens-Schuckert diseñó bombarderos pesados a principios de la Primera Guerra Mundial, construyendo una serie de siete Riesenflugzeug (aviones gigantes). Destinados a ser utilizados con un cometido estratégico en vuelos de largo alcance, los aviones SSW serie R tenían tres motores Benz Bz.III de 150 hp en la cabina, que impulsaban dos hélices conectadas a una caja de cambios común a través de una combinación de cono de cuero y embrague centrífugo (modelos del SSW R.I al SSW R.VII; el SSW R.VIII utilizaba cuatro motores). En caso del fallo de un motor, lo que era extremadamente común en ese momento, el bombardero podía continuar volando con dos motores mientras el mecánico de vuelo reparaba el tercero. Dos ejes de transmisión transferían la potencia de la caja de cambios a las cajas de cambios de las hélices montadas en los puntales de las alas. Aunque hubo algunos problemas con el sistema de embrague, la caja de cambios demostró ser fiable cuando se mantenía adecuadamente. Los diseños desde el SSW R.1 al SSW R.VII destacaron por su distintivo fuselaje bifurcado. Varios de estos aviones (SSW R.V a SSW R.VII) lucharon en el Frente Oriental. Aunque interesantes en concepto, su elevado coste hizo que la fuerza aérea finalmente abandonase la idea hasta que aparecieron diseños más prácticos a lo largo de la guerra.
El primer caza diseñado por la fábrica fue el Siemens-Schuckert E.I, que apareció a mediados de 1915. Sería el primer avión propulsado por el Siemens-Halske Sh.I, un nuevo motor rotativo, desarrollado por Siemens-Schuckert, en el que los cilindros y la hélice giraban en direcciones opuestas. Se suministró una pequeña cantidad de motores fabricados en serie al Departamento de Aviación de Campo para complementar los suministros de los cazas monoplanos Fokker y Pfalz utilizados en ese momento principalmente para trabajos de escolta. El prototipo SSW E.II, impulsado por el motor de cilindros en línea Argus AsII, se estrelló en junio de 1916, matando a Franz Steffen, uno de los diseñadores de los tipos SSW R. A principios de 1916, la primera generación de cazas monoplano alemanes fue superada por el Nieuport 11 y el Nieuport 17, que aparecieron muy poco después. Siemens-Schuckert recibió un Nieuport 17 capturado para su "estudio". El SSW D.I resultante era impulsado por un motor Siemens-Halske Sh.I, pero por lo demás era una copia bastante literal del Nieuport 17. Este avión fue el primer caza Siemens-Schuckert que se encargó en una gran cantidad, pero cuando alcanzó su plena producción (bien entrado 1917) fue superado por los cazas Albatros contemporáneos.
El desarrollo del motor Sh.I dio como resultado el Sh.III de once cilindros y 160 hp, quizás uno de los diseños de motores rotativos más avanzados de la guerra. El caza DI también formó la base para una serie de diseños originales, que a fines de 1917 habían alcanzado su punto máximo en el Siemens-Schuckert D.III, que entró en producción limitada a principios de 1918 y encontró uso en unidades de defensa como interceptor, debido a su excelente velocidad de ascenso. Otras modificaciones mejoraron su manejo y rendimiento para producir el Siemens-Schuckert D.IV. También se diseñaron algunas variantes, con modelos triplanos y un monoplano, pero ninguno pasó a las líneas de producción.

### Producción de entreguerras
Con el final de la guerra, la producción del D.IV continuó, principalmente para las ventas a Suiza, donde voló hasta finales de la década de 1920. Con la firma del Tratado de Versalles al año siguiente, se cerró toda la producción de aviones en Alemania. Siemens-Schuckert desapareció inmediatamente, pero Siemens-Halske continuó con las ventas del Sh.III y comenzó el desarrollo de motores más pequeños para el mercado civil. A mediados de la década de 1920, sus motores rotativos ya no estaban de moda, pero las versiones "no rotativas" de la misma mecánica básica dieron lugar a una serie de motores radiales de 7 cilindros (del Sh.10 al Sh.14A), que rendían hasta 150 hp en el 14A. El Sh.14A se convirtió en un éxito de ventas en el mercado de aeronaves de instrucción y aprendizaje, y finalmente se construyeron más de 15.000 unidades de todas las versiones.
Siemens-Halske ya no tenía motores competitivos para el sector más amplio del mercado y, para solucionar este problema, negociaron una licencia en 1929 para producir el Bristol Jupiter IV de 9 cilindros. Los cambios menores para el mercado alemán llevaron a lanzar el Sh.20 y el Sh.21. Siguiendo la evolución de sus Sh.14 más pequeños, se amplió el diámetro de los cilindros para producir una variante de 900 hp, el Sh.22. En 1933, el Ministerio del Aire del Reich introdujo una nueva denominación de motores, y este diseño se convirtió en el Sh.322, cuando Siemens recibió el bloque de números 300. El diseño Sh.322 tuvo problemas de fiabilidad y nunca se hizo popular.

### Bramo
La empresa se reorganizó como Bramo en 1936 y continuó el desarrollo de lo que ahora era su propio motor de gran tamaño. La modificación del Sh.322 con la adición de inyección de combustible y un nuevo sobrealimentador condujo al Bramo 323 Fafnir, que entró en producción en 1937. Aunque bastante anticuado en términos de diseño, en ese momento se había convertido en un motor altamente fiable, a pesar de su economía de combustible comparativamente insatisfactoria, y se produjeron 5500 unidades hasta que las líneas de producción se cerraron en 1944.

### BMW
En términos de diseño, el 323 era básicamente un callejón sin salida, con poco potencial de crecimiento. Al comienzo de la guerra, sus 1000 caballos de potencia ya estaban en el extremo inferior de la escala de rendimiento y su uso estaba limitado a transportes y bombarderos. Para construir un motor de 1500 hp, Bramo comenzó a desarrollar una versión de dos filas de cilindros en estrella, el Bramo 329, un desarrollo similar al de BMW, que intentaba ampliar el motor radial Pratt & Whitney R-1690 Hornet con dos filas de cilindros para producir el propulsor denominado BMW 139. El diseño de ambos motores estaba muy avanzado en 1939 cuando BMW compró Bramo y canceló el trabajo en el 329 para concentrarse en lo que se convertiría en el excelente motor radial BMW 801.

## Segunda Guerra Mundial

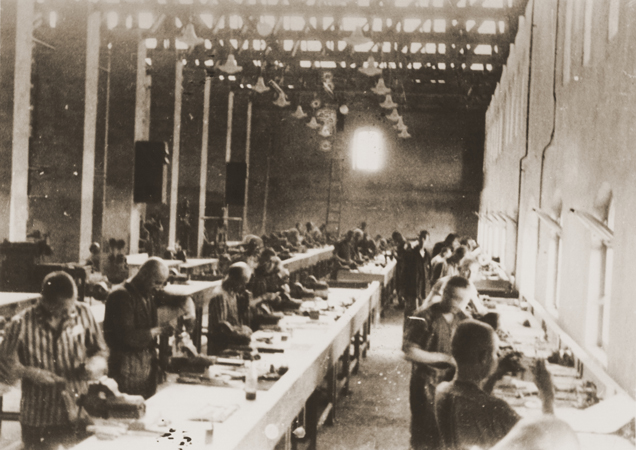
Prisioneros fabricando piezas de aviones en la factoría de Siemens-Schuckert en Bobrek

Pronto se dieron cuenta de que el desarrollo de un motor radial de dos filas podría haber sido una propuesta arriesgada, de forma que los ingenieros de Bramo también habían comenzado a desarrollar un motor de reacción con compresor axial en 1938. Se les otorgó un contrato de desarrollo para continuar trabajando en dos diseños, que luego se convertirían en el 109-002 y el 109-003 cuando el RLM comenzó oficialmente a respaldar el desarrollo de aviones. El -002 usaba un compresor contra rotante avanzado para obtener una mayor eficiencia, mientras que el -003 usaba un sistema de compresor/estátor más simple (que sigue en uso en los diseños modernos en la actualidad). El -002 resultó ser demasiado complejo y el trabajo en él terminó pronto, pero el -003 confirmó las expectativas depositadas en él y finalmente se convertiría en el BMW 003.

## Monowitz
La empresa tenía un campo de trabajo cerca de Auschwitz Monowitz, que producía piezas de avión, conocido como el campo de concentración de Bobrek, y empleaba trabajadores esclavos procedentes de Europa Oriental ("ostarbeiter"), así como prisioneros de Auschwitz. La fábrica principal a la que estaba adjunto Brobrek era un complejo diseñado para fabricar caucho sintético y gasolina, propiedad de IG Farben, uno de los conglomerados químicos más grandes de Alemania durante la guerra. Fue uno de los numerosos subcampos de Auschwitz establecidos para suministrar armamento a las fuerzas armadas por grandes empresas alemanas, como Krupp, Rheinmetall y AEG, que fabricaban no solo armas de mano como pistolas y ametralladoras, sino también piezas de artillería, submarinos y partes de aeronaves.

## Lista de productos
| Aeronaves - Siemens-Schuckert D.I - Siemens-Schuckert D.II - Siemens-Schuckert D.III - Siemens-Schuckert D.IV - Siemens-Schuckert D.VI - Siemens-Schuckert Dr.II - Siemens-Schuckert DDr.I - Siemens-Schuckert E.I - Siemens-Schuckert R.I - Siemens-Schuckert R.II - Siemens-Schuckert R.III - Siemens-Schuckert R.IV - Siemens-Schuckert R.V - Siemens-Schuckert R.VI - Siemens-Schuckert R.VII - Siemens-Schuckert R.VIII - Siemens-Schuckert Forssman | Motores - Siemens-Halske Sh.I - Siemens-Halske Sh.II - Siemens-Halske Sh.III - Siemens-Halske Sh 4 - Siemens-Halske Sh 5 - Siemens-Halske Sh 6 - Siemens-Halske Sh 11 - Siemens-Halske Sh 12 - Siemens-Halske Sh 13 - Siemens-Halske Sh 14 - Siemens-Halske Sh 15 - Siemens-Bramo Sh 20 - Siemens-Bramo Sh 21 - Siemens Bramo SAM 22B - Siemens Bramo 314 - Siemens Bramo 322 - Siemens Bramo 323 Fafnir - BMW 003 | Trenes - Siemens O&K |